# Darkness on the Edge of Town
Darkness on the Edge of Town je rock album Brucea Springsteena objavljen 1978.

## Povijest
Oporavljajući se od pravnih problema i stresa od uspjeha s albumom Born to Run, Springsteen je objavio nešto manje komercijalni album, Darkness on the Edge of Town. Prodaja nije bila tako uspješna kao što je to bio slučaj s prethodnim albumom, ali album je ipak čak i premašio očekivanja. Optimizam koji je krasio Born to Run zamijenio je motiv osvete s ovog albuma. S mučnim temama pokajanja, neuspjeha i razbijenih nada, mnogi Springsteenovi obožavatelji smatraju kako je ovo njegov najbolji album.
Springsteen je nastavio s pristupom "četiri kuta" koju je započeo na Born to Run. Pjesme koje su započinjale obje strane ("Badlands" i "The Promised Land") bile su pozivi da se prevladaju okolnosti, dok su pjesme koje su završavale svaku stranu ("Racing in the Street", "Darkness on the Edge of Town") bile tužaljke koje su govorile kako okolnosti odnose sve nade.
Album nije uspio iznjedriti nijedan hit singl; "Prove It All Night" jedva se probio u Top 40 u SAD-u, dok "Badlands" nije ni to uspio.
Rolling Stone ga je 2003. uvrstio na 151. mjesto 500 najvećih albuma svih vremena. Iste godine, televizijska mreža VH1 je nazvala Darkness on the Edge of Town 68. najvećim albumom u povijesti.
Sliku s omota snimio je fotografer Frank Stefanko u svom domu u Haddonfieldu u New Jerseyju.

## Popis pjesama
Tekstovi i glazba: Bruce Springsteen. 
| 1.    | »Badlands«                     | 4:01 |
| 2.    | »Adam Raised a Cain«           | 4:32 |
| 3.    | »Something in the Night«       | 5:11 |
| 4.    | »Candy's Room«                 | 2:51 |
| 5.    | »Racing in the Street«         | 6:53 |
| 6.    | »The Promised Land«            | 4:33 |
| 7.    | »Factory«                      | 2:17 |
| 8.    | »Streets of Fire«              | 4:09 |
| 9.    | »Prove It All Night«           | 3:56 |
| 10.   | »Darkness on the Edge of Town« | 4:30 |
| 42:55 |                                |      |

## Neiskorišteni materijal
Tijekom snimanja Darknessa, Springsteen je napisao ili snimio mnogo pjesama koje nisu završile na albumu kako bi album imao jednoliki prizvuk, čak po cijenu da na njemu ne bude hita. Neki od neiskorištenih materijala postali su hitovi drugih umjetnika, kao što su "Because the Night" Patti Smith, "Fire" Roberta Gordona i The Pointer Sisters, "Rendezvous" Grega Kihna, "This Little Girls" Garyja "U.S." Bondsa, i nekoliko pjesama Southside Johnnyja (uključujući dobar dio njihova albuma Hearts of Stone). Druge pjesme, kao što su "Independence Day", "Point Blank", "The Ties That Bind", i "Sherry Darling", završile su na Springsteenovu sljedećem albumu, The River, dok su drugi postali bootleg klasici dok se nisu pojavili na Springsteenovim kolekcijama s kraja devedesetih, Tracks i 18 Tracks. Neke od tih pjesama Springsteen je izvodio na koncertima od svoje turneje 1978. nadalje.

## Popis izvođača

### E Street Band
- Roy Bittan – klavir
- Clarence Clemons – saksofon
- Danny Federici – orgulje
- Bruce Springsteen – vokali, gitara, harmonika, stihovi
- Garry Tallent – bas
- Steve Van Zandt – ritam gitara, vokali
- Max Weinberg – bubnjevi

### Produkcija
- Producenti Jon Landau i Bruce Springsteen
- Steve Van Zandt - pomoćni producent
- Jimmy Iovine - tehničar, mikser
- Thom Panunzio - pomoćni tehničar
- Chuck Plotkin - mikser
- Mike Reese - mastering
- Frank Stefanko - fotografija

## Vanjske poveznice
- Tekstovi s albuma i audio isječci